# Ляенемаа
Ля́енемаа (ест. Läänemaa або Lääne maakond) — повіт в Естонії, адміністративна одиниця країни.

## Географічні дані
Повіт розташований на крайньому заході материкової частини Естонії. З півночі й заходу територія повіту омивається Балтійським морем. Ляенемаа межує з повітами Гар'юмаа на північному сході, Рапламаа на сході та Пярнумаа на півдні.
Адміністративний центр — місто Хаапсалу.
До складу повіту входить острів Вормсі. Повіт багатий рекреаційними ресурсами. На теренах повіту розташовані національний парк Матсалу (476 км²), природні та ландшафтні заповідники.

## Адміністративно-територіальний поділ

#### До реформи 2017 року

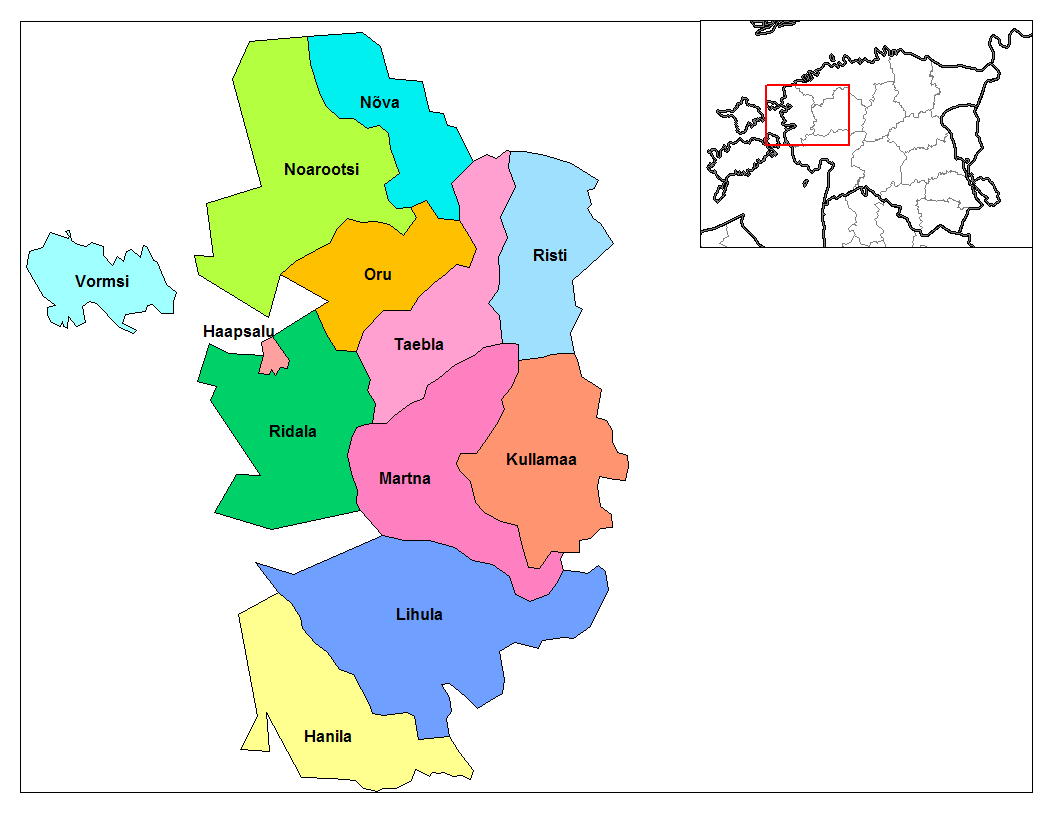
Самоврядування повіту Ляенемаа до 2013 року

До складу повіту з 27 жовтня 2013 року входило 10 муніципалітетів: 1 міський і 9 волостей.
|                        | Назва        | Назва            | Площа,      | Населення |
| укр.                   | ест.         | км2              | (1.01.2017) |           |
| ---------------------- | ------------ | ---------------- | ----------- | --------- |
| Міський муніципалітет: |              |                  |             |           |
|                        | Хаапсалу     | Haapsalu linn    | 10,6        | 9946      |
| Волості:               |              |                  |             |           |
|                        | Вормсі       | Vormsi vald      | 92,9        | 411       |
|                        | Ганіла       | Hanila vald      | 232,0       | 1411      |
|                        | Кулламаа     | Kullamaa vald    | 224,6       | 1093      |
|                        | Лігула       | Lihula vald      | 367,3       | 2217      |
|                        | Ляене-Ніґула | Läne-Nigula vald | 509,0       | 4036      |
|                        | Мартна       | Martna vald      | 269,0       | 739       |
|                        | Нива         | Nõva vald        | 129,6       | 349       |
|                        | Ноароотсі    | Noarootsi vald   | 296,0       | 835       |
|                        | Рідала       | Ridala vald      | 253,4       | 3264      |

27 жовтня 2013 року волость Ляене-Ніґула була утворена шляхом об'єднання волостей Ору, Рісті й Таебла.

#### Після реформи 2017 року

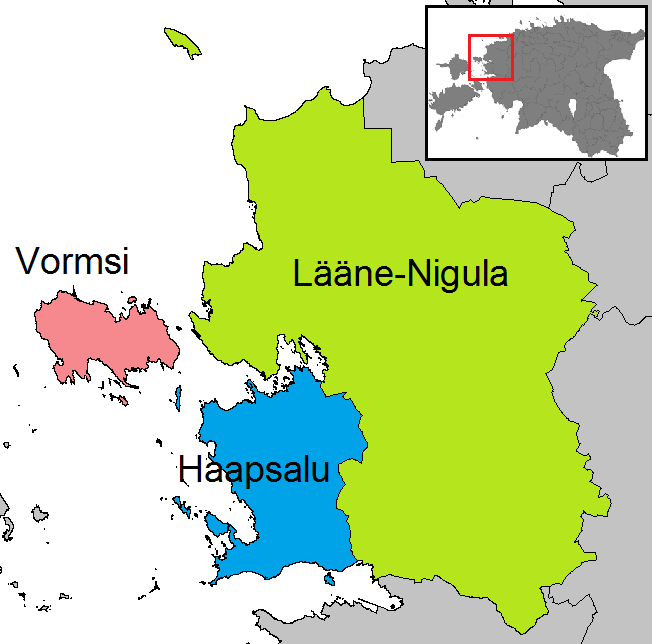
Самоврядування повіту Ляенемаа після реформи 2017 року

До складу повіту входить 3 муніципалітети: 1 міський і 2 волості.
|                        | Назва        | Назва            | Площа,      | Населення |
| укр.                   | ест.         | км2              | (1.01.2017) |           |
| ---------------------- | ------------ | ---------------- | ----------- | --------- |
| Міський муніципалітет: |              |                  |             |           |
|                        | Хаапсалу     | Haapsalu linn    |             |           |
| Волості:               |              |                  |             |           |
|                        | Вормсі       | Vormsi vald      | 92,9        | 411       |
|                        | Ляене-Ніґула | Läne-Nigula vald | 1428,2      | 7052      |

## Найбільші населені пункти
| Назва    | Назва         | Населення   |
| укр.     | ест.          | (1.01.2017) |
| -------- | ------------- | ----------- |
| Хаапсалу | Haapsalu linn | 9946        |
| Лігула   | Lihula linn   | 1225        |

## Історія
Після німецького завоювання в 1227 році повіт Ляенемаа став центром Сааре-Ляенеського єпископства, незалежного князівства в межах Лівонської конфедерації. Частини замку єпископа досі збереглися в місті Хаапсалу.

## Старійшини повіту
Старійшини (maavanem) повіту Ляенемаа:
- Александер Саар (Aleksander Saar) (1917—1927)
- Якоб Альяс (Jakob Aljas) (1927—1930)
- Артур Кастерпалу (Artur Kasterpalu) (1930—1941)
- Андрес Ліпсток (Andres Lipstok) (12.1989–12.08.1994)
- Ганнес Данілов (Hannes Danilov) (01.11.1994–03.01.1999)
- Ардер Вялі (Arder Väli) (23.02.1999–20.07.1999)
- Яанус Сагк (Jaanus Sahk) (22.09.1999–22.09.2004)
- Сулев Варе (Sulev Vare) (19.11.2004–14.09.2007)
- Нееме Суур (Neeme Suur) (18.02.2008–04.04.2011)
- Іннар Мяесалу (Innar Mäesalu) (15.12.2011–14.10.2014)
- Нееме Суур (11.09.2015–25.10.2017)